# 王時化 (萬曆舉人)
王時化（？—1637年），湖廣承宣布政使司武昌府（今湖北省武漢市武昌）人，明朝政治人物、举人出身。

## 生平
萬曆三十七年，湖廣鄉試中舉第一名（解元）。后擔任昭化縣知縣，崇禎十年，李自成、惠登相率領十萬部隊進入四川并攻陷昭化縣，王時化陣亡。死後贈光祿丞。

## 延伸阅读
[在维基数据编辑]
 《明史卷二百九十二》，出自《明史》